# Comprégnac
Comprégnac – miejscowość i gmina we Francji, w regionie Oksytania, w departamencie Aveyron. W 2013 roku jej populacja wynosiła 250 mieszkańców. Przez gminę przepływa rzeka Tarn (rzeka). 

## Zabytki
Zabytki w miejscowości posiadające status monument historique:
- kościół św. Krzysztofa (fr. Église Saint-Christophe)